# NGC 3532
NGC 3532 (noto anche come Ammasso Pozzo dei Desideri o con la sigla C 91) è un brillante ammasso aperto situato nella costellazione australe della Carena. Giace in uno dei tratti della Via Lattea più ricchi e luminosi dell'intera volta celeste; può essere osservato solo a sud del Tropico del Cancro, a causa della sua declinazione molto meridionale.

## Osservazione

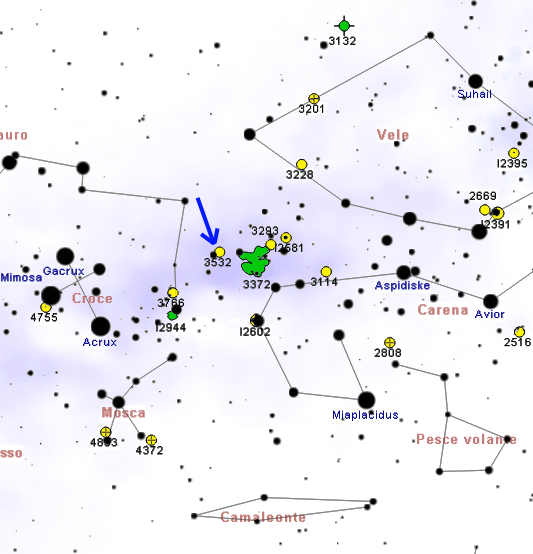
Mappa per individuare NGC 3532.

Si tratta di un ammasso estremamente ricco, visibile ad occhio nudo come una macchia luminosa allungata in senso est-ovest poco a nordest della brillante Nebulosa della Carena, anche se la notte non è particolarmente buia, come nelle periferie delle città; già un binocolo 10x50 è in grado di risolverlo in una miriade di piccole stelline, distribuite attorno a due punti ben distinti: quello ad ovest, meno ricco e dominato da due stelle di ottava magnitudine, e quello ad est, dominato da una stella doppia di settima. A sud-est è ben visibile la stella di quarta grandezza x Carinae. Attraverso un telescopio amatoriale sono osservabili centinaia di stelle fino alla dodicesima magnitudine, e l'ammasso appare talmente esteso che in oculari di piccolo campo visivo non si riesce a contenere tutto; gli strumenti più adatti pertanto sono binocoli di media potenza o al più un piccolo telescopio.
La sua declinazione è fortemente australe e fa sì che quest'ammasso non sia osservabile da molte delle regioni abitate dell'emisfero boreale, come l'Europa e quasi tutto il Nordamerica; da alcune regioni abitate dell'emisfero australe, al contrario, si presenza circumpolare. Il periodo migliore per la sua osservazione nel cielo serale è quello compreso fra gennaio e giugno.

## Storia delle osservazioni
Questo oggetto celeste fu notato da Nicolas Louis de Lacaille nel gennaio del 1752, e fu in seguito battezzato con il suggestivo nome di Pozzo dei Desideri, vista la similitudine con le scintillanti monete d'argento che si accumulano sul fondo di un pozzo dei desideri. Tuttavia appare ovvio pensare che un oggetto simile fosse stato osservato in epoche più antiche, data la sua notevole luminosità; inoltre fino all'età classica quest'oggetto si mostrava al di sopra dell'orizzonte mediterraneo, e assunse una posizione più meridionale in seguito, a causa della precessione degli equinozi. Fu in seguito riscoperto da James Dunlop, che lo osservò con suo telescopio dall'emisfero australe, e in seguito da John Herschel, che lo inserì nel suo catalogo.

## Caratteristiche
L'ammasso è composto da oltre 670 stelle, la gran parte delle quali è bianca, di classe spettrale A; ma non mancano stelle di classe F, ossia di colore giallo. La metallicità delle componenti è simile a quella del Sole. NGC 3532 sarebbe distante dal Sole non più di 486 parsec (1584 anni luce), dunque risulterebbe essere lontano dagli altri oggetti di fondo, molto più remoti e giacenti nel Braccio del Sagittario; la sua magnitudine complessiva è pari a 3,0.
Le stime sulla sua età attestano un valore sui 300 milioni di anni, il che lo pone a metà via fra le età di M37, di 200 milioni di anni, e dell'ammasso del Presepe, di 400 milioni di anni; la sua massa complessiva è pari a circa 2000 masse solari ed è particolarmente ricco di stelle di classe spettrale A, ossia di stelle bianche. Sono presenti pure un gran numero di stelle doppie, come era stato indicato anche da John Herschel.
Lungo la sua linea di vista non sono presenti dense aree di polvere interstellare cosicché la sua osservazione e il suo studio risultino piuttosto facili. Studi volti a riconoscere e a determinare la presenza di nane bianche in alcuni ammassi aperti hanno permesso di individuare quattro possibili membri di quest'ammasso.

### Libri
- (EN) Stephen James O'Meara, Deep Sky Companions: The Caldwell Objects, Cambridge University Press, 2003, ISBN 0-521-55332-6.

### Carte celesti
- Tirion, Rappaport, Lovi, Uranometria 2000.0 - Volume II - The Southern Hemisphere to +6°, Richmond, Virginia, USA, Willmann-Bell, inc., 1987, ISBN 0-943396-15-8.
- Tirion, Sinnott, Sky Atlas 2000.0 - Second Edition, Cambridge, USA, Cambridge University Press, 1998, ISBN 0-933346-90-5.
- Tirion, The Cambridge Star Atlas 2000.0, 3ª ed., Cambridge, USA, Cambridge University Press, 2001, ISBN 0-521-80084-6.